# Revuelta de Indíbil y Mandonio
La revuelta de Indíbil y Mandonio fue una rebelión de tribus hispanas encabezadas por los ilergetes contra la república romana en el siglo III a. C.

## Antecedentes
En 212 a. C., durante la segunda guerra púnica, los hermanos Publio y Cneo Cornelio Escipión pasaron al ataque, siendo derrotados y muertos por los cartagineses. La conducta de Asdrúbal Giscón, que exigió a ilergetes y ausetanos dinero y la entrega de la mujer de Mandonio y las hijas de Indíbil como rehenes y garantes de su fidelidad, los empezó a separar de los cartagineses. Los rehenes cayeron en manos del joven Escipión el Africano, hijo del general del mismo nombre, cuando se apoderó por sorpresa de Qart Hadasht, y el romano las trató con toda la amabilidad y distinción que les correspondía. Estos hechos decidieron los dos hermanos a abandonar el partido cartaginés, y sus fuerzas se unieron a Escipión en 209 a. C. y se firmó un tratado de alianza. La campaña terminó con la victoria romana en la batalla de Baecula.

## La revuelta
En 206 a. C. las informaciones sobre la enfermedad y muerte de Publio Cornelio Escipión indujeron a Indíbil y Mandonio a una revuelta general de los ilergetes y tribus aliadas, incluyendo celtíberos agraviados por la previa incursión de Marco Junio Silano en sus tierras. Pronto se supo que Escipión estaba vivo y los sublevados se retiraron, pero el general romano no estaba dispuesto a dejar la revuelta sin castigo. Cruzó el Ebro, derrotó los ilergetes y ocupó su campamento haciendo una gran matanza. Mandonio se presentó en el campo romano personalmente y se sometió al general, que le perdonó la vida y la de su hermano, y los restauró en su condición de aliados a cambio del pago de una cantidad de dinero.
Cuando en 205 a. C. Escipión salió de Hispania y fue a África, Indíbil volvió a sublevarse. Reunió un ejército de treinta mil hombres y cuatro mil jinetes, pero los romanos dirigidos por Lucio Cornelio Léntulo y Lucio Manlio Acidino se enfrentaron a los rebeldes, los derrotaron e Indíbil murió en la lucha. Mandonio pudo escapar con el resto del ejército, pero pronto fue entregado a los romanos por los propios seguidores y ejecutado. Dos años después, Escipión volvió a encontrarse con los celtíberos sublevados en la Batalla de los Grandes Campos, donde los derrotó.

## La estatua
Estatua de Indíbil y Mandonio es un grupo escultórico de bronce situado en la plaza Agelet y Garriga de Lérida, bajo el Arco del Puente, la antigua entrada a la ciudad (construida en el siglo XVIII) que comunica la Calle Mayor con el Puente Viejo. Los guerreros, armados con cadenas, una lanza y una falcata (la espada característica de los íberos), representan a Indíbil y Mandonio, dos caudillos ilergetes que defendieron Lérida de los ataques de los cartagineses y los romanos y que, gracias a las luchas y a las acertadas negociaciones, evitaron que la ciudad fuera arrasada.

### Origen
Originalmente, la obra se titulaba Grito de independencia y fue elaborada con yeso por el escultor barcelonés Medardo Sanmartí en 1884. La escultura representaba a Istolacio e Indortes, dos guerreros celtas que lucharon contra los cartagineses durante la segunda guerra púnica. En 1946 se realizó la réplica en bronce, que es la que se expone en la actualidad, y se dedicó a los guerreros ilergetes.
Hoy en día, la estatua de Indíbil y Mandonio es considerada como uno de los monumentos más destacados y simbólicos de Lérida, junto con la Seo Vieja y la Fuente de la Sirena. Situado en uno de los centros de actividad más importantes de la ciudad, se ha convertido en punto de encuentro para decenas de leridanos.
La estatua se limpia periódicamente para que conserve el brillo característico del bronce. Cada año, durante los días del carnaval, se disfraza  a la estatua.

### Imágenes

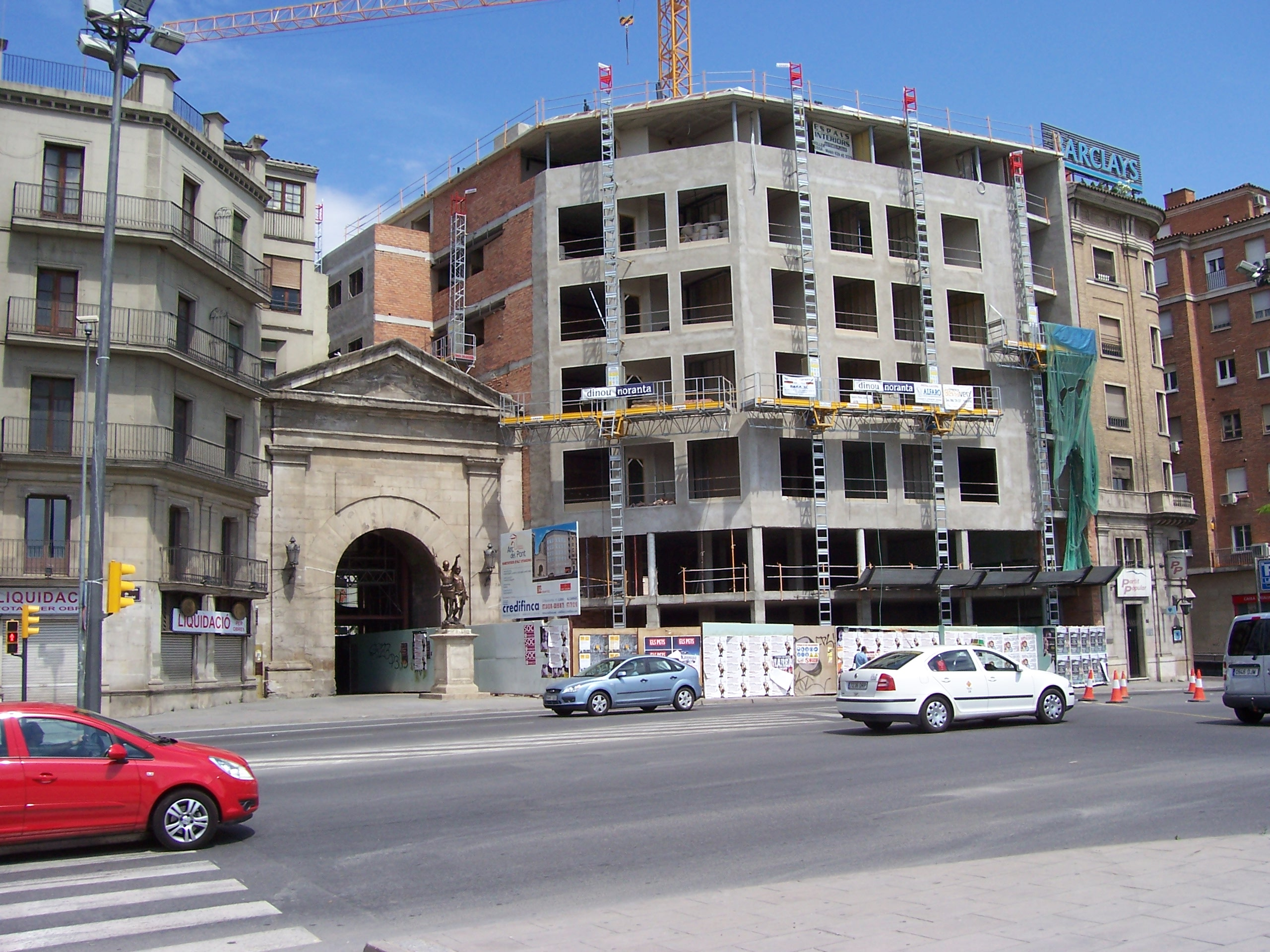
Arco del Puente (2007).
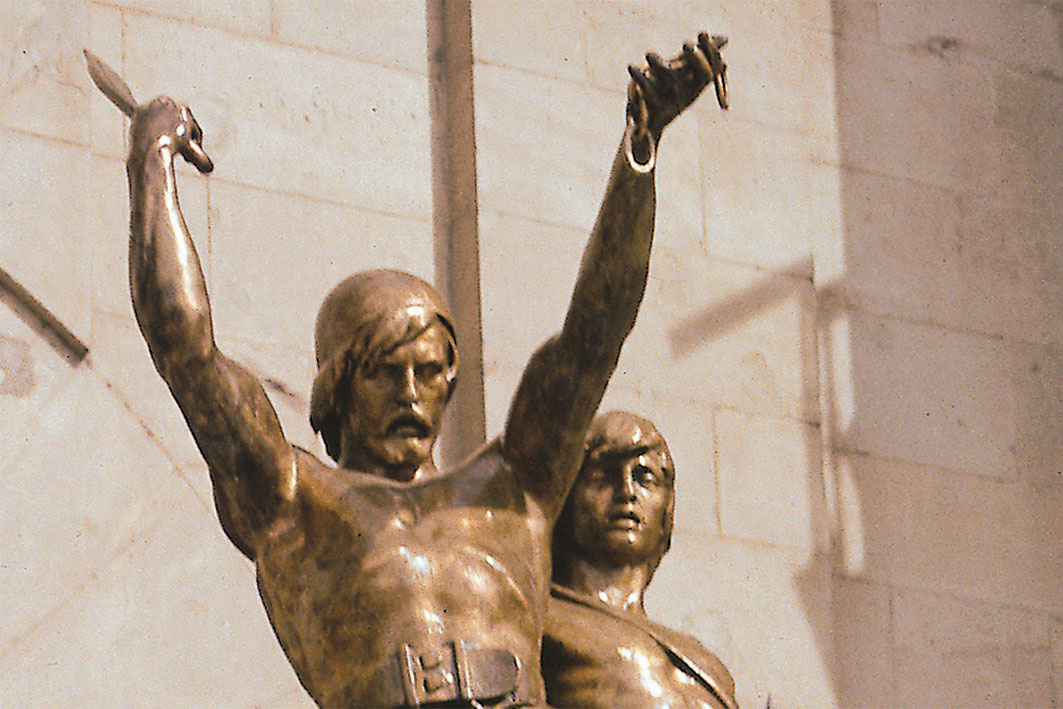
Detalle de los héroes.